# Winnipeg Is a Frozen Shithole
A Venetian Snares Winnipeg is a Frozen Shithole című  breakcore albuma 2005-ben jelent meg a Sublight Records kiadónál.

## Számok
1. Winnipeg is a Frozen Shithole – 4:32
2. Winnipeg is a Dogshit Dildo – 3:53
3. Winnipeg is Fucking Over – 6:25
4. Winnipeg is Steven Stapleton's Armpit – 2:52
5. Die Winnipeg Die Die Die Fuckers Die – 7:01
6. Winnipeg as Mandatory Scat Feed – 6:49
7. Winnie the Dog Pooh (Not Half Remix)  – 4:06
8. Winnipeg is a Boiling Pot of Cranberries (Fanny Remix) – 2:43
9. Die Winnipeg Die Die Die Fuckers Die (Spreading the Hepatitis SKM-ETR Style)  – 5:17

## Külső hivatkozások
- Venetian Snares.com – Official Venetian Snares website
- VSnares.com – Venetian Snares fansite
- Sublight Records Archiválva 2007. augusztus 19-i dátummal a Wayback Machine-ben